# Drozdov
Drozdov (deutsch Drosenau) ist eine Gemeinde in Tschechien. Sie liegt sieben Kilometer nordwestlich von Zábřeh und gehört zum Okres Šumperk.

## Geographie
Drozdov befindet sich östlich des Březnátales in der Drozdovská vrchovina (Drosenauer Bergland). Das Dorf liegt auf dem Gebiet des Naturparkes Březná in einem Kessel, in dem der Bach Drozdovský potok entspringt. Nördlich erhebt sich der Michalův vrch (601 m).
Nachbarorte sind Na Hranicích und Jedlí im Norden, Na Dole und Svébohov im Nordosten, Na Kluči und Václavov im Osten, Růžové Údolí und Pivonín im Südosten, Kosov und Hoštejn im Süden, Drozdovská Pila und Janoušov im Westen sowie Velká Stráň, Malá Stráň, Království und Crhov im Nordwesten.

## Geschichte
Die erste schriftliche Erwähnung des zur Herrschaft Hochstein gehörigen Dorfes Droznov erfolgte im Jahre 1417. 1464 erwarben Georg und Johann Tunkl von Brünnles die Güter und schlossen sie an ihre Herrschaft Hohenstadt an. Zu dieser Zeit befanden sich in der Umgebung des Dorfes die Ansiedlungen Protivanov und Strýcov (Strejcov), die in der Mitte des 16. Jahrhunderts erloschen waren. Im Hufenregister von 1677 sind für Droznov 21 Anwesen aufgeführt. Bis 1841 war Jeedl Schulort für Droznov, danach erhielt das Dorf eine eigene Schule. Da die Landwirtschaft wenig ertragreich war, verdienten sich die Bewohner ein Zubrot durch die Forstarbeit, Hausweberei, Herstellung von Bürsten, Hackbrettern, Zwirnköpfen und Holzwaren in Heimarbeit.
Nach der Aufhebung der Patrimonialherrschaften bildete Droznov ab 1850 eine politische Gemeinde im Bezirk Hohenstadt und Gerichtsbezirk Schildberg. Der heutige Ortsname Drozdov entstand zum Ende des 19. Jahrhunderts. Nach dem Ersten Weltkrieg entstanden eine Molkerei und einige kleine Holzwarenfirmen, dazu gehörte die Fabrik Český krb in Drozdovská Pila. Zwischen 1927 und 1930 wurde die Fabrik in Drozdovská Pila zu einer Pension umgenutzt und die Siedlung entwickelt sich zu einem Erholungsort. Der Sokol errichtete ein Lager. 1930 lebten 679 Menschen in Drozdov. Die Sommerfrische Drozdovská Pila hatte im Jahre 1935 65 ständige Einwohner.
Nach dem Münchner Abkommen wurde das Dorf 1938 dem Deutschen Reich zugeschlagen und gehörte bis 1945 zum Landkreis Hohenstadt. 1939 hatte Drosenau 704 Einwohner. Während der deutschen Besetzung schlossen sich mehrere Bewohner der Partisanengruppe Zábřeh an, die ihren Unterschlupf in den Wäldern bei Drpzdov hatte. Der Kommandant der Partisanengruppe Jan Háječek fiel am 23. September 1944 in den Wäldern bei der Drozdovská pila bei einem Zusammentreffen mit der Polizei. Nach dem Ende des Zweiten Weltkrieges kam Drozdov zur Tschechoslowakei zurück. In der Zweiten Hälfte des 20. Jahrhunderts gingen zahlreiche der Bewohner als Arbeiter in die Betriebe der umliegenden Orte. Nach der Auflösung des Okres Zábřeh kam die Gemeinde mit Beginn des Jahres 1961 zum Okres Šumperk. Zwischen 1980 und 1992 war Drozdov nach Zábřeh eingemeindet.

## Gemeindegliederung
Für die Gemeinde Drozdov sind keine Ortsteile ausgewiesen. Zu Drozdov gehören die Ansiedlungen Drozdovská Pila, Na Hranicích und Na Kluči.

## Sehenswürdigkeiten
- Kapelle des hl. Fabian und Sebastian, erbaut 1713
- Denkmal für den Partisanenkommandanten Jan Háječek, errichtet am 10. September 1961 in den Wäldern südöstlich der Drozdovská Pila